# 스사촌
스사촌(須佐村)은 시마네현 이시군에 있던 촌이다. 현재의 이즈모시에 해당한다.